# Антинори, Орацио
Орацио Антинори (итал. Orazio Antinori; 28 октября 1811, Перуджа — 26 августа 1882, Шоа, Эфиопия) — итальянский зоолог и путешественник по Африке.

## Биография
Антинори родился 28 октября 1811 года в Перудже, там же получил воспитание в бенедиктинском монастыре, а затем изучал преимущественно естественные науки в университете своего родного города и в Риме. В 1835 году он окончательно поселился в Риме, где помогал Шарлю Люсьену Бонапарту приводить в порядок его зоологические коллекции и приготовлял рисунки для его труда «Иконография итальянской фауны». Около 1845 года Антинори всецело предался политическому движению, направленному на достижение национальной независимости, сначала в качестве журналиста, а в 1848 году поступил волонтёром в ряды римских инсургентов, участвовал в бою с неаполитанцами при Веллетри, получил чин капитана и находился в числе защитников Рима против французов.
Когда 3 июля 1849 года Рим был взят, Антинори удалился в Афины, потом в Смирну и оттуда предпринимал научные экскурсии для изучения орнитологии этих местностей. В 1854 году он сопровождал княгиню Бельджойзо в Сирию и, направившись сначала в Смирну, изъездил потом Малую Азию по всем направлениям. В 1859 году Антинори отправился в Египет и с 1860 по 1861 годы объездил вместе с Карло Пьяджиа страны, расположенные по верховьям Нила, и там встретился с Александриной Тинне и Теодором фон Гейглином.
Возвратившись в Италию, Антинори продал туринскому музею свои весьма ценные орнитологические коллекции, составил каталог, который был издан в Милане в 1864 году, и в 1867 году был одним из учредителей Итальянского географического общества; в его Вестнике он описал своё путешествие по Нубии. В 1869 году Антинори в числе других представителей Италии присутствовал при торжественном открытии Суэцкого канала, а вслед за тем предпринял в обществе Одоардо Беккари и других лиц путешествие в страну богосов, лежащую к северу от Эфиопии. Об этом путешествии Антинори также публиковал сообщения в Вестнике Итальянского географического общества, а вывезенные им зоологические коллекции передал итальянскому музею[какому?] и зоологическому саду во Флоренции. По возвращении в Италию он получил звание секретаря Итальянского географического общества. В 1875 году Антинори отправился в Тунис изучать пригодность шоттов для канального орошения Сахары. В 1876 году он выехал из Неаполя во главе итальянской экспедиции в Центральную Африку. Преодолевая большие препятствия, экспедиция прошла по берегу Аденского залива в страну Шоа (к югу от Эфиопии). Антинори умер 26 августа 1882 года на итальянской географической станции Лит-Марефия (ит.) в Шоа.